# Приключения Алисы

Алиса Селезнёва, главная героиня серии
(рис. Евгения Мигунова)

«Приключения Алисы» — цикл, серия книг Кира Булычёва в жанре фантастики для детей, подростков и взрослых, описывающих приключения Алисы Селезнёвой. Книги цикла писались автором на протяжении нескольких десятилетий, начиная с 1965 года (повесть «Девочка, с которой ничего не случится») и заканчивая 2003 годом («Алиса и Алисия»). Точного порядка книг в серии по времени описываемых в них событий нет, хотя некоторые исследователи предпринимали попытки ранжировать книги серии по предполагаемому возрасту Алисы в каждой из них.
Действие цикла происходит в научно-фантастическом будущем конца XXI века. Главной героиней является Алиса Селезнёва, «девочка с Земли», дочь профессора биологии и директора зоопарка КосмоЗоо Игоря Селезнёва. Каждая из повестей посвящена какому-либо отдельному её приключению в космосе, на Земле, в прошлом или даже в сказочном мире. Ряд книг был экранизирован.
По словам Булычёва, цель его сериала:
…найти пути к детской литературе, которая была бы адекватна поколениям детей, взращённых телевизором, а потом и компьютером.
Оформлением цикла занимались многие художники, среди них Евгений Мигунов (в основном известны его иллюстрации) и Надежда Бугославская.

## Мир Алисы
Приключения Алисы происходят в футуристическом мире, отчасти действующем по законам космической оперы: сверхсветовые корабли, видеофоны, роботы, инопланетяне и путешествия во времени являются обычным делом. Земля будущего описывается как технически развитая, с полной автоматизацией производства. Роботы выполняют за людей домашние дела и опасную работу.
Общественное устройство Земли будущего не уточняется.  В ранних книгах имелись намёки на то, что оно утопически-коммунистическое. Так, в «Путешествии Алисы» персонажи говорят инопланетянам: «На Земле давно отменили деньги, мы берём их с собой только на планеты, где они ещё используются». В более поздних повестях, написанных после распада СССР, даже на Земле иногда фигурируют деньги, материальные ценности и коммерческие организации. На уровне общественной морали земляне в «Приключениях Алисы» значительно опережают людей XX века: они заботятся о природе и чистоте окружающей среды, не воюют, стыдятся лжи и значительно проще в общении. Население Земли — пять миллиардов человек («Сто лет тому вперёд», «Лиловый шар»). В мире будущего образованные люди знают множество языков, однако для общения с инопланетянами используется «космолингва» («галактический язык»). За порядком следят инспекторы и «космический патруль», упоминается «Галактический союз», который координирует борьбу с космическими пиратами.
Космос «Приключений Алисы» густо населён разумными цивилизациями, находящимися на различных ступенях развития (только на одной конференции космозоологов собрались представители с 342 миров). Точный их перечень не сообщается, оставляя автору и читателю полную свободу фантазии. Чаще всего фигурируют брастаки, фиксианцы, ушаны и чумарозцы (все они живут на планетах с атмосферой, близкой к земной). Марс также заселён, причём, кроме колонистов с Земли, имеет и коренное население. Осуществляется грандиозный проект по переводу Венеры на более дальнюю от Солнца орбиту с целью её последующего заселения («Путешествие Алисы»).
Хотя Солнечная система полностью колонизирована и безопасна, дальний космос «Приключений» полон загадок и опасностей, таких, как артефакты и базы исчезнувшей расы Странников. В первых повестях о космических путешествиях Алисы Галактика была относительно безопасным местом: космические пираты считались уничтоженными, не было упоминаний о каких-либо воинственных или подчёркнуто антигуманных планетах или государствах. В более поздних произведениях в космосе продолжают активно действовать космические пираты и работорговцы, упоминаются целые планеты, находящиеся под властью жестоких тиранов. В противовес им существует ИнтерГпол, возглавляемый комиссаром Милодаром.
Одним из важных факторов в книгах является изобретённая землянами машина времени, позволяющая перемещаться в прошлое и даже незначительно воздействовать на него. Так, сотрудниками Института Времени были скопированы книги из Александрийской библиотеки и второй том «Мёртвых Душ» Гоголя. Кроме того, с помощью путешествий во времени было открыто, что между ледниковыми периодами существовала Эпоха Сказок (Эпоха Легенд). В эту эпоху на Земле реально существовали персонажи детских сказок, такие как драконы, волшебники и великаны. Часть приключений Алисы происходит именно в ходе путешествий в Эпоху Сказок, придавая циклу оттенок фэнтези.
Вселенную Алисы в прессе и фэндоме часто иносказательно называют «Прекрасное далёко», по названию песни из сериала «Гостья из будущего». В книгах эта вселенная особого названия не имеет. В литературоведческих текстах иногда используется термин «алисиана».

## Планеты
Действие книг происходит как на Земле будущего, так и на других планетах. Большинство планет фигурирует в произведениях неоднократно, некоторые не имеют названий.

## Персонажи цикла книг об Алисе
Единственный постоянный персонаж цикла — сама Алиса. Однако у Алисы есть спутники, которые появляются в книгах регулярно. Это, в первую очередь, её лучшие друзья Пашка Гераскин, Аркаша Сапожков и другие одноклассники. Почти так же часто фигурирует отец Алисы профессор Игорь Селезнёв. Важную роль в ряде повестей играют инопланетяне-археологи Громозека и Рррр. В нескольких повестях Алисе помогают космическая исследовательница Ирия Гай и её разумный корабль Гай-до.
Отрицательные персонажи повторяются редко, за исключением пары космических пиратов — Крыс и Весельчак У. Будучи побеждёнными, они в следующих повестях чудесным образом вновь оказываются на свободе и продолжают свои тёмные дела.
Среди персонажей третьего плана есть множество колоритных и запоминающихся роботов, пришельцев, разумных и не очень животных и жителей эпохи легенд.

## Московский Институт времени
Одно из основных мест, в которых происходят или с которых начинаются приключения героев цикла. Расположен в Москве в переулке Сивцев Вражек.
В Московском Институте времени (МИВ) работают над созданием разных видов машины времени и близких к ней агрегатов, а также исследуют историю. Среди открытий института времени — эпоха легенд, небольшой период времени между третьим и четвёртым Ледниковыми периодами, когда реально существовали создания, которые позже стали считаться вымышленными: драконы, великаны, волшебники, гномы и т. п. Из существ, вывезенных из Эпохи сказок, составлен Заповедник сказок, где сказочные существа могут спокойно жить и развлекать детей, не опасаясь наступления Ледникового периода.

Автономные циклы повестей, в большинстве книг которых события начинаются в этом учреждении — «Приключения Алисы в лабиринтах истории» и цикл о Заповеднике сказок и эпохе легенд, а также некоторые эпизоды серии книг о приключениях агента ИнтерГалактической полиции Коры Орват.
Впервые МИВ упоминается в рассказе «Свой человек в прошлом» из сборника «Девочка, с которой ничего не случится», а непосредственно появляется в повести «Сто лет тому вперёд». Выделяют подцикл «Приключения Алисы в лабиринтах истории», в книгах которого Алиса или её друзья оказываются в другом времени благодаря МИВ. Все они написаны в жанре хроноопера.
- Сто лет тому вперёд (1978)
- Лиловый шар (1982)
- Алиса и крестоносцы (1993)
- Пашка-троглодит (1998)
- Древние тайны (1999)
- Чулан Синей Бороды (1999)
- Драконозавр (2001)
- Принцы в башне (2002)

## Пересечения с другими книгами
Цикл часто пересекается с циклом про Кору Орват и однажды — с Гуслярским циклом (повесть «Алиса в Гусляре»). Помимо основного цикла существуют также сопутствующие ему произведения, где действуют отдельные персонажи серии: Ричард Темпест — повесть «Фотография пришельца» и рассказ «Освящение храма Ананда»; Юля Грибкова и Фима Королёв (персонажи романа «Сто лет тому вперёд») — повесть «Два билета в Индию»; профессор Селезнёв — рассказы «Разум для кота» и «Такан для детей Земли».

### Возможный хронологический порядок
Официальной временной последовательности у повестей не существует. Исследователь биографии Алисы Селезнёвой Андрей Бусыгин, проанализировав все романы и повести о ней, смог определить приблизительную хронологию и привязать события, происходившие в них, к датам будущего:
1. Девочка, с которой ничего не случится: 2083—2086
2. Второгодники: осень 2088 — весна 2089
3. Остров ржавого лейтенанта: лето 2089
4. Путешествие Алисы: лето 2089
5. День рождения Алисы: осень 2089
6. Заповедник сказок: весна 2090
7. Козлик Иван Иванович: весна 2090
8. Пленники астероида: лето 2090
9. Лиловый шар: зима 2090/2091
10. Миллион приключений: весна—лето 2091
11. Сто лет тому вперёд: весна 2092
12. Узники «Ямагири-Мару»: весна 2092
13. Гай-до: весна 2092
14. Конец Атлантиды: лето 2092
15. Город без памяти: лето 2092
16. Война с лилипутами: осень 2092[источник не указан 1017 дней]

Данная датировка, разумеется, не бесспорна, и в некоторых случаях противоречит сказанному в самих книгах. Например, в «Городе без памяти» прямо указывается что с конца «Гай-до» прошёл год, а Алиса с Пашкой не смогли навестить Гай-до из-за событий «Конца Атлантиды».

## Экранизации
В России и СССР снято восемь экранизаций книг об Алисе (включая два проекта, фактически лишь использующих имена и названия из книг).
- «Тайна третьей планеты» (1981, СССР) — полнометражный рисованный мультфильм по повести «Путешествие Алисы». Режиссёр Роман Качанов, Алису озвучила Ольга Громова.
- «Гостья из будущего» (1984, СССР) — пятисерийный телефильм по повести «Сто лет тому вперёд». Режиссёр Павел Арсенов, в роли Алисы Наташа Гусева.
- «Лиловый шар» (1987, СССР) — полнометражный фильм по повести «Лиловый шар». Режиссёр Павел Арсенов, в роли Алисы Наташа Гусева.
- «Остров ржавого генерала» (1988, СССР) — полнометражный фильм по повести «Ржавый фельдмаршал». Режиссёр Валентин Ховенко, в роли Алисы Катя Прижбиляк.
- «Узники „Ямагири-мару“» (1988, СССР) — короткометражный кукольный мультфильм по повести «Узники „Ямагири-мару“». Режиссёр Алексей Соловьёв, Алису озвучила Татьяна Аксюта.
- «День рождения Алисы» (2009, Россия) — полнометражный рисованный мультфильм по одноимённой повести. Режиссёр Сергей Серёгин, Алису озвучила Ярослава Николаева.
- «Алиса знает, что делать!» (2014, Россия) — компьютерный мультсериал, не основанный на конкретной книге, а лишь использующий персонажей Булычёва. Алису озвучила Дарья Мельникова.
- «Сто лет тому вперёд» (2024, Россия) — полнометражный фильм с самостоятельным сюжетом, использующий имена персонажей Булычёва. Режиссёр Александр Андрющенко, в роли Алисы Дарья Верещагина.

### Неснятые
- «Приключения Алисы. Пленники трёх планет» (2009, Россия) — полнометражный фильм, не основанный ни на какой книге Булычёва, но использующий его персонажей. Режиссёр Олег Рясков[8], в роли Алисы Дарья Мельникова[9]. Было снято несколько сцен и выпущен тизер. Съёмки фильма должны были начаться в 2009 году, но проект так и остался в производственном аду[10][11].
- «Мой супер-папа» (2017) — полнометражный компьютерный мультфильм по мультсериалу «Алиса знает, что делать!» Сохранился только тизер[7].

### Утерянные зарубежные
За рубежом также были сняты несколько фильмов об Алисе, которые не сохранились в интернете:
- «Девочка, с которой ничего не случится», «Бронтя», «Наш Человек в прошлом» (1980—1981, Болгария) — короткометражные телефильмы около 10 минут каждый в составе передачи «Спокойной ночи, дети»[болг.] по одноимённым рассказам.
- «Тайна трёх капитанов» (Záhada trí kapitánu) (1990, Словакия) — фильм-спектакль в трёх частях по повести «Путешествие Алисы». Режиссёр: Ян Бонавентура (Jan Bonaventura), в роли Алисы — Клара Яндова (Klára Jandová).
- «Девочка, с которой ничего не случится» (Dziewczynka, której nigdy nie zdarzy się nic złego)[12] (1994, Польша) — цветной телеспектакль по одноимённому циклу рассказов. Длительность 34 мин. Режиссёр: Агнешка Глиньская, в роли Алисы — Ягода Стах (Jagoda Stach).